# Necturus
Necturus es un género de salamandras acuáticas de la familia Proteidae endémicas del este de los Estados Unidos de América y sudeste de Canadá. La especie Necturus maculosus es probablemente la más conocida del grupo.

## Especies
Según ASW:
- Necturus alabamensis Viosca, 1937
- Necturus beyeri Viosca, 1937
- Necturus lewisi (Brimley, 1924)
- Necturus lodingi[2] Bishop, 1943
- Necturus maculosus (Rafinesque, 1818)
  - Necturus (maculosus) louisianensis (Viosca, 1938)
- Necturus punctatus (Gibbes, 1850)

## Taxonomía
Las relaciones entre las especies de este género están bajo estudio. Recientemente, N. louisianensis fue elevada al estatus de especie, tras ser considerada subespecie de N. maculosus. Con todo, la mayoría de los herpetólogos no aceptan este cambio hasta que no haya más datos.